# 埃帕尼 (埃纳省)
埃帕尼（法語：Épagny，法語發音：[epaɲi]）是法国上法兰西大区埃纳省的一个市镇，位于该省西部偏南，属于苏瓦松区。

## 地理
埃帕尼（49°27'43"N, 3°14'30"E）面积11 平方千米，位于法国上法蘭西大區埃纳省，该省份为法国北部内陆省份，北起北部省，西接索姆省和瓦兹省，东临阿登省和马恩省，西南至塞纳-马恩省，东北部与比利时接壤。
与埃帕尼接壤的市镇（或旧市镇、城区）包括：巴涅、比约克西、克雷西欧蒙、居尼、蓬圣马尔、塔尔捷、特罗利卢瓦尔、韦扎波南。

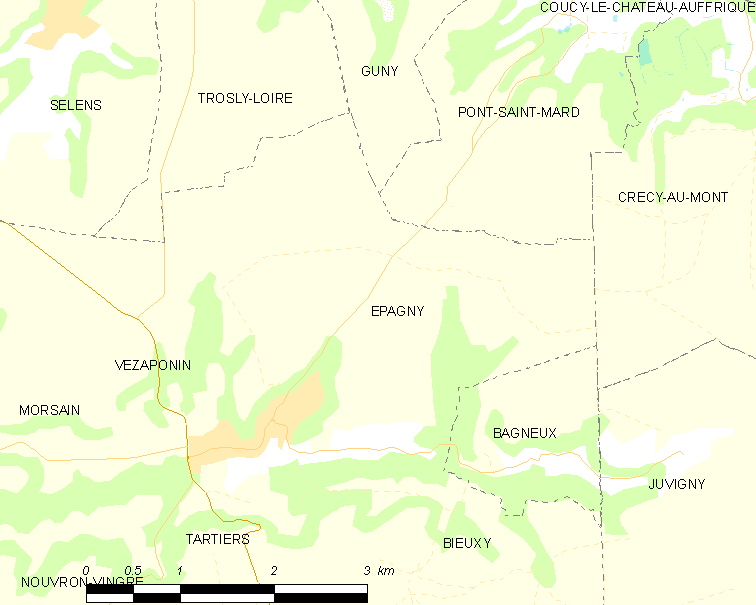
的OSM定位图

埃帕尼的时区为UTC+01:00、UTC+02:00（夏令时）。

## 行政
埃帕尼的邮政编码为02290，INSEE市镇编码为02277。

## 政治
埃帕尼所属的省级选区为埃纳河畔维克县。

## 人口

1962-2008年间人口变化图示

埃帕尼于2022年1月1日时的人口数量为339人。